# Leonhard Haas (Fußballspieler)
Leonhard Haas (* 9. Januar 1982 in Rosenheim) ist ein ehemaliger deutscher Fußballspieler und heutiger -trainer.

## Spielerkarriere

### Vereinskarriere

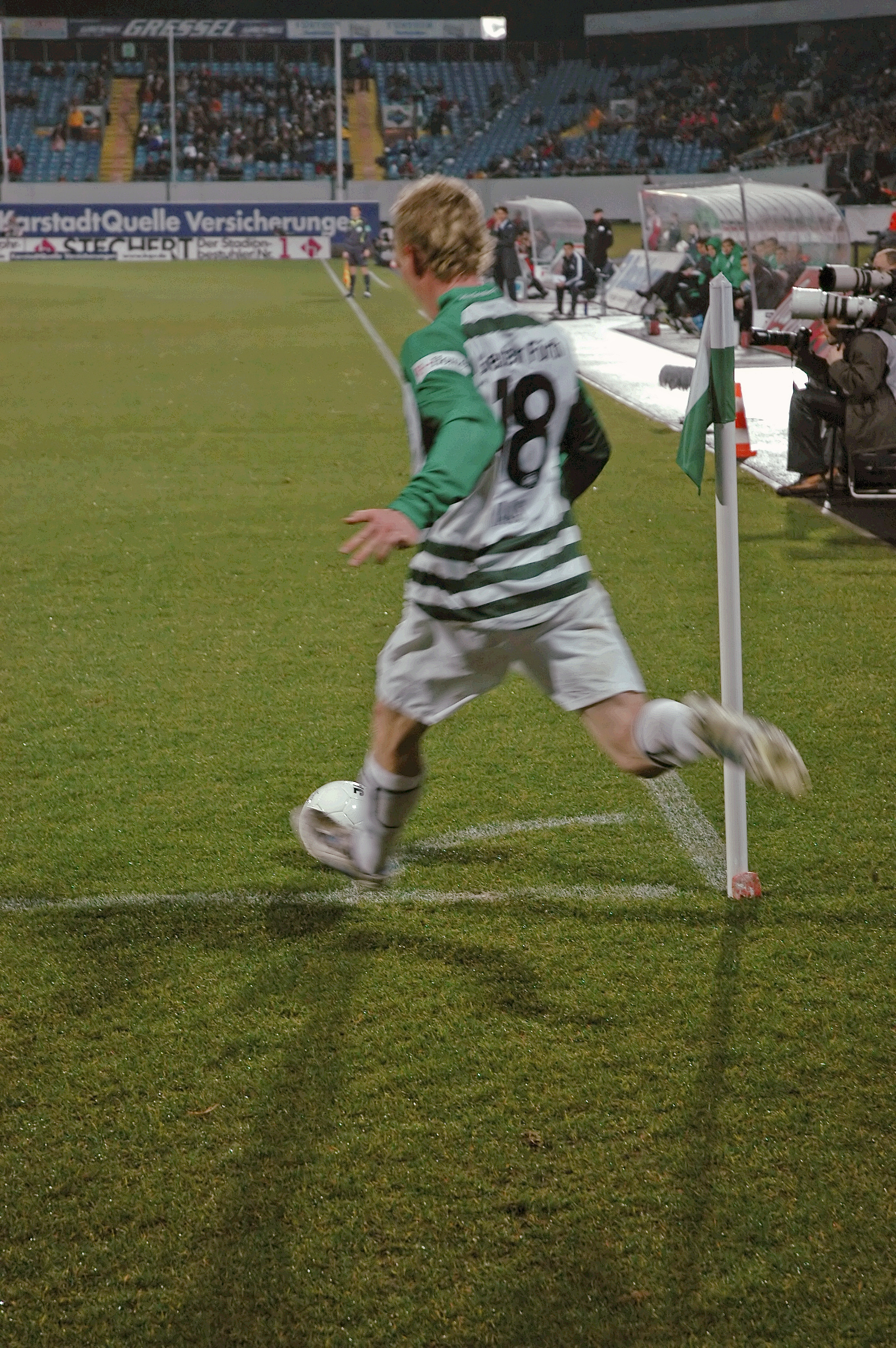
Haas während der Ausführung eines Eckstoßes (2008)

Haas begann seine Karriere in der Regionalliga bei den Amateuren des FC Bayern München, bei dem er schon in der Jugend gespielt hatte. Im Januar 2004 wechselte er zu den Amateuren des Hamburger SV. Er stand in der Saison 2004/05 zeitweise im Kader der Profimannschaft des HSV, wurde dort aber nicht eingesetzt.
Zur Saison 2005/06 wechselte er zum Regionalligisten FC Augsburg, mit dem er im folgenden Jahr der in die 2. Bundesliga aufstieg. Er war in jener Spielzeit kein Stammspieler, kam auf elf Einsätze und erzielte zwei Tore. Auch in der 2. Bundesliga war er zunächst nur Einwechselspieler, bevor er ab dem 22. Spieltag regelmäßig in der Startformation stand.
Zur Saison 2007/08 wechselte Haas zum Zweitligisten SpVgg Greuther Fürth, bei der er sich binnen vier Jahren zum Stammspieler entwickelte. Zur Saison 2011/12 wechselte er zum Ligakonkurrenten FC Ingolstadt 04.
Als 30-Jähriger schloss sich Haas zur Saison 2012/13 dem in die 3. Liga abgestiegenen FC Hansa Rostock an. Bei den Mecklenburgern erhielt er einen Zweijahresvertrag plus Option auf Vertragsverlängerung. Mit den Ostseestädtern platzierte er sich nach seiner ersten Spielzeit auf Rang 12. Er brachte es auf 21 Drittliga-Einsätze; sein Startelfdebüt und zugleich erster Drittliga-Einsatz datiert hierbei auf den 29. August 2012. In der Folgesaison 2013/14 konnte Haas seine anzahlmäßigen Liga-Einsätze auf 27 steigern. Wiederum platzierte er sich mit Hansa im Mittelfeld; diesmal auf Platz 13. Nach Ende seiner zweijährigen Vertragslaufzeit wurde die Option auf Vertragsverlängerung nicht wahrgenommen, sodass sein Engagement in Rostock endete. Zusammen brachte es der gebürtige Rosenheimer auf 48 Drittliga-Einsätze für die Norddeutschen, in denen ihm am 1. November 2013 im Spiel gegen Preußen Münster sein einziger Treffer gelang.
Nach einem Jahr Pause wechselte Haas in die Kreisklasse zum TSV 1880 Wasserburg, mit dem der innerhalb von zwei Jahren in die Kreisliga und in die Bezirksliga Oberbayern Ost aufstieg. Im Jahre 2015 absolvierte er acht Spiele und ist seitdem als Trainer tätig. 

### Nationalmannschaft
Haas nahm an der vom 10. bis 27. November 1999 in Neuseeland ausgetragenen U-17-Weltmeisterschaft teil und bestritt die drei Gruppenspiele gegen die Auswahlen Malis, Australiens und Brasiliens. Als Gruppendritter, nach zwei torlosen Unentschieden und der 1:2-Niederlage gegen Australien schied er mit der U17-Nationalmannschaft aus dem Turnier aus.

## Trainerkarriere
2016 wechselte Haas bei seiner letzten Spielstation TSV 1880 Wasserburg auf die Trainerbank, ab 2019 war er Trainer des Regionalligisten Wacker Burghausen. Im Mai 2022 wurde bekannt gegeben, dass er Wacker Burghausen verlässt und Co-Trainer der U18 des FC Red Bull Salzburg wird.
Nach zwei Jahren in der dortigen Jugendarbeit kehrte er zur Saison 2024/25 zur SpVgg Greuther Fürth zurück und übernahm als Nachfolger von Petr Ruman die zweite Mannschaft in der viertklassigen Regionalliga Bayern. Nach der Trennung von Alexander Zorniger wurde Haas Ende Oktober 2024 bis zur Winterpause Interimstrainer der Profimannschaft. Die Mannschaft stand nach dem 9. Spieltag mit 10 Punkten auf dem 12. Platz der 2. Bundesliga. Unter Haas schied man in der 2. Hauptrunde des DFB-Pokals aus und holte aus drei Ligaspielen drei Punkte durch einen Sieg und zwei Niederlagen. Bereits während der Länderspielpause im November 2024 wurde Jan Siewert als neuer Cheftrainer verpflichtet, sodass Haas vorzeitig zur zweiten Mannschaft zurückkehrte.
Im Sommer 2025 wechselte er zur U17 des FC Bayern München.

## Auszeichnungen
- 3. Liga-Spieler des Monats November 2013[7]

## Sonstiges
Seine beiden Brüder Matthias und Dominik spielten ebenfalls beim TSV 1880 Wasserburg.